# Hortillonnages de Amiens
Los Hortillonages de Amiens  son un espacio de 300 hectáreas de antiguos pantanos situados en el barrio este de Amiens, en el norte de Francia, concebidos (probablemente en la época galo-romana) para crear campos destinados al cultivo hortícola.

## Toponimia
El término Hortillonnage  deriva de Hortillon, término picardo usado desde el siglo XV y procedente del latín vulgar hortellus, «pequeño jardín», diminutivo del latín clásico hortus, «jardín». El nombre hace referencia a Amiens y sus alrededores, pantanos entrecortados por canales, donde se practica el cultivo de hortalizas.

## Historia

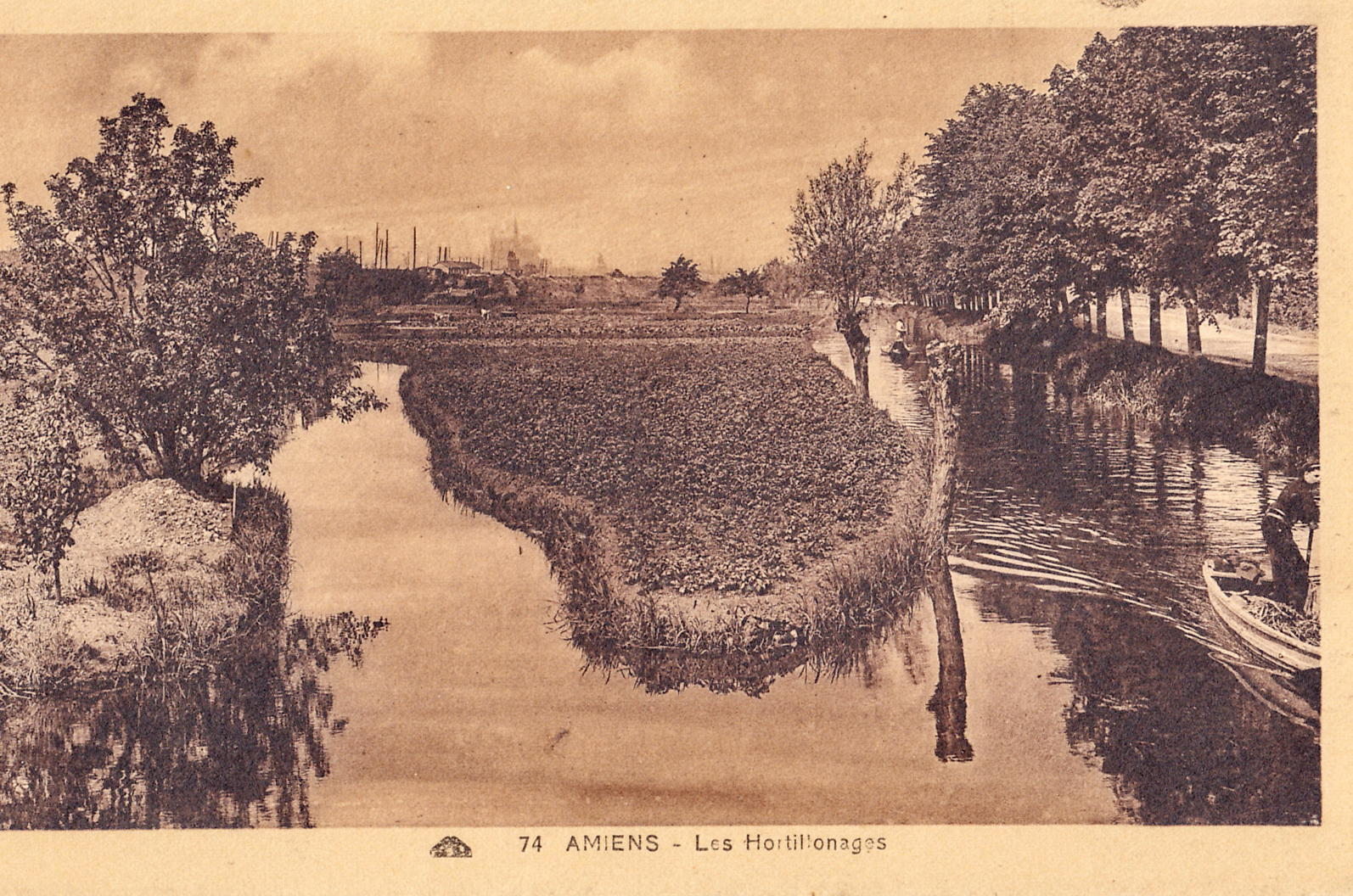
Cultivos hortícolas en los años 1920.

Los hortillonnages se llevan cultivando desde hace aproximadamente 2000 años. Hoy en día, debido a la expansión urbana, solo quedan 300 de las 10.000 hectáreas originales. 
Un millar de personas llegaron a vivir del cultivo hortícola de los hortillonages. 
Esta actividad lleva sufriendo un fuerte declive desde los años 50 del siglo XX. 
En 1974, un proyecto para la construcción de una carretera de circunvalación pretendía cruzar el emplazamiento de los hortillonnages. 
En 1975, por iniciativa de Nisso Pelossof (1921-2011), fotógrafo de Amiens, se crea la Asociación para la protección y la preservación del lugar y del entorno de los hortillonages. La organización fue reconocida como de utilidad pública en 1991. Además de la defensa del lugar frente al proyecto de carreteras, la asociación trabaja para su desarrollo (limpieza de los canales, llamados «rieux» en picardo, reforzamiento de las riberas, etcétera). Gracias a su actuación se ha mantenido el «mercado sobre el agua» en la Plaza Parmentier, al pie de la catedral. Desde 1982 organiza visitas en barca para el público.
Hoy en día no queda más de una decena de hortillons (nombre dado a los hortelanos), que explotan 25 hectáreas.
La mayor parte de estos jardines flotantes han sido transformados por particulares en jardines ornamentales e incluso residencias secundarias. 
Desde hace unos años, la cultura bio ha reactivado la horticultura con dos proyectos, el jardín des Vertueux (jardín paisajista ecológico y pedagógico) y el Hortillon de Lune (de Jean Louis Christen, productor hortícola), y otros están en desarrollo. 
Los terrenos de difícil acceso se dejan en barbecho.

## Descripción del lugar

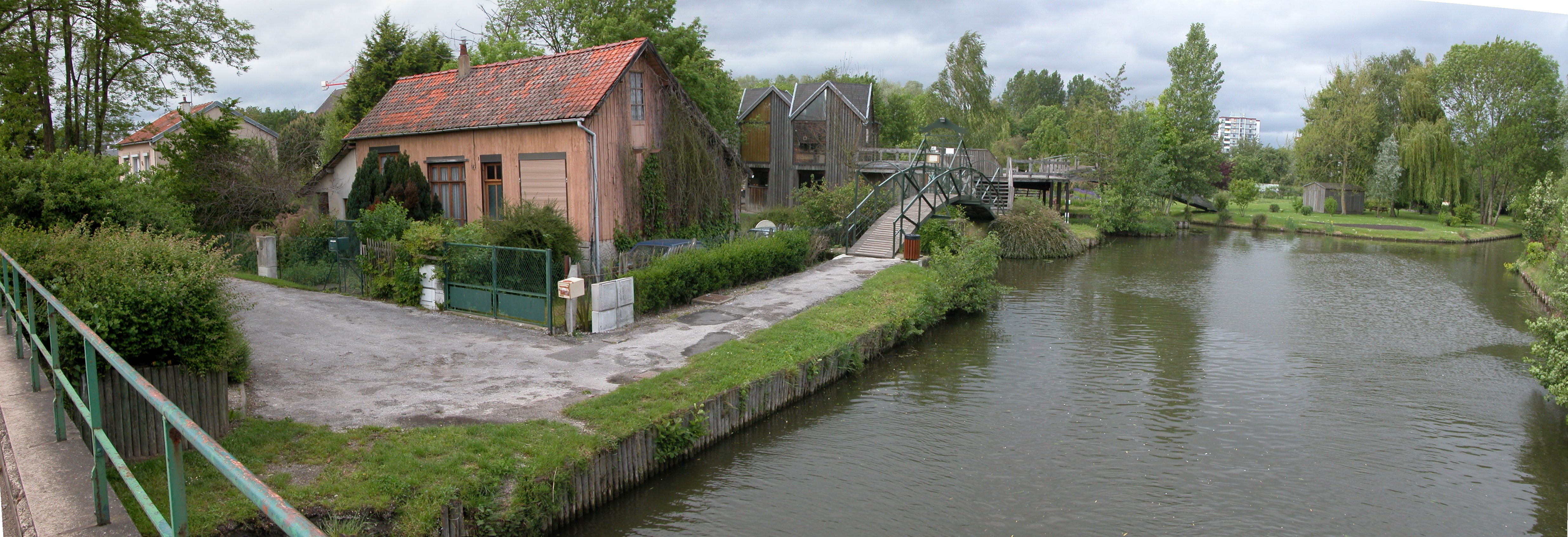
Hortillonnages de Amiens, l'île aux fagots.

El emplazamiento de los hortillonages resulta del acondicionamiento por parte del hombre de un entorno natural pantanoso que llevaba ahí desde tiempos inmemoriales. Se alimenta de las aguas del río Somme y de su afluente, el Avre. Los hortillonages están formados por una multitud de islotes aluviales, que son «áreas» rodeadas por 65 kilómetros de vías navegables, los «rieux» (el nombre de estos canales en picardo) y de acequias que sirven para el drenaje y el riego. Tienen nombres pintorescos como la Cauchiette, le Peuple, le rieu à Galets, le rieu de la Crosse, du Gouverneur, du Pont cassé, du Tournet, de la Broquette y du Malaquis, entre otros.
Los hortillonages se extienden sobre cinco municipios:
- Amiens;
- Camon;
- Lamotte-Brebière;
- Longueau;
- Rivery.

En 1973 se creó un sindicato intermunicipal para la Conservación de los Hortillonages entre las ciudades de Amiens, Camon y Rivery. Se convirtió en 1977 en el  Sindicato intermunicipal para el desarrollo y la conservación de los Hortillonnages. El testigo fue tomado por la Communauté d'agglomération Amiens Métropole, la Comunidad Urbana Amiens Métropole.
La conservación del sitio tiene que tener en cuenta varios aspectos:
- la resistencia del suelo,
- el flujo del agua,
- la flora y la fauna,
- la navegación.

### Resistencia del suelo

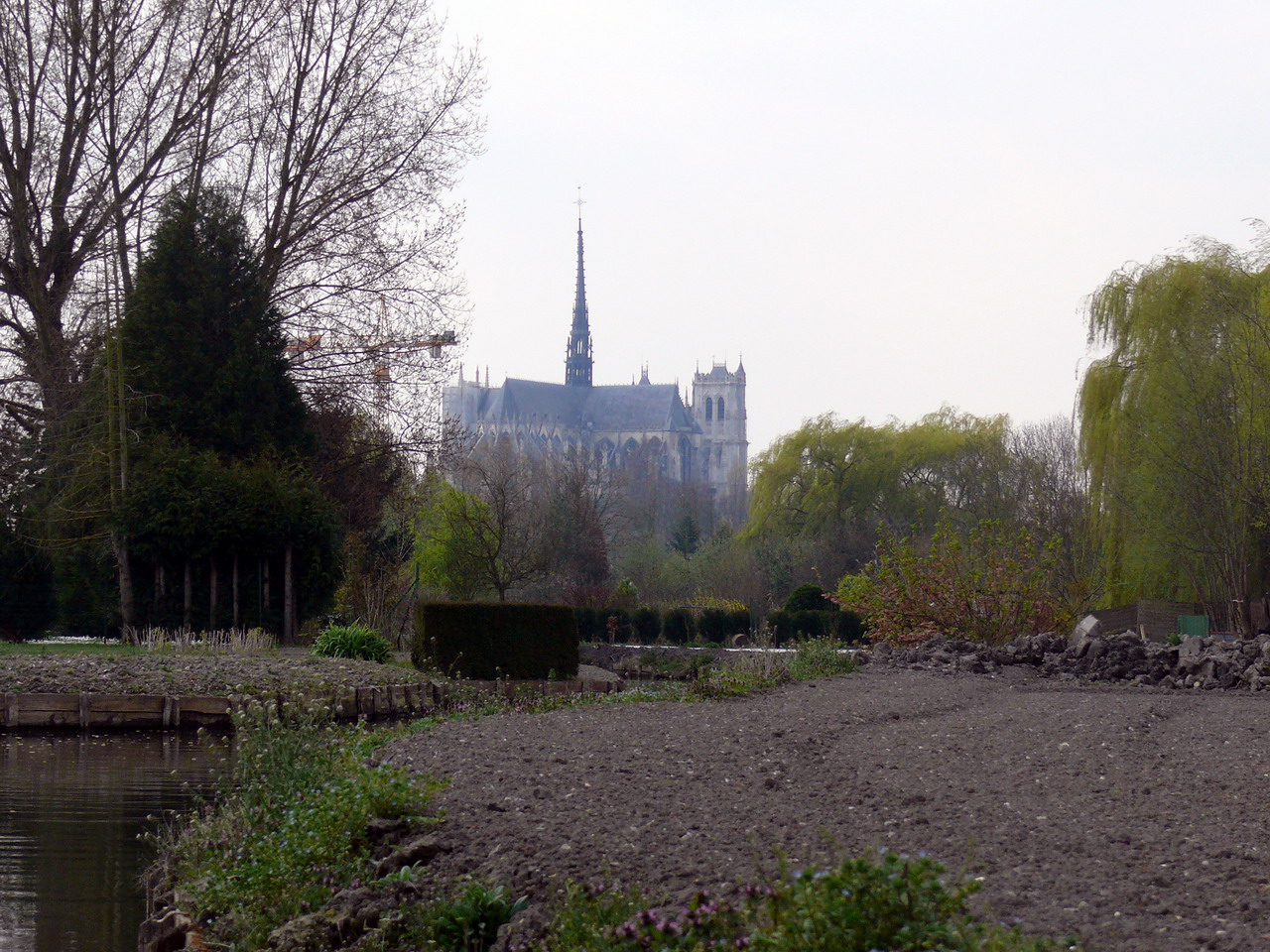
Vista de los hortillonages y la catedral a principios de primavera.

El limo y la cal que lo componen vuelven el suelo muy permeable. La erosión es constante, y el mantenimiento de las áreas se hace mediante la limpieza de los canales y la aplicación de cieno sobre las riberas. Las riberas también se aseguran habitualmente mediante tablestacas de madera.

### Flujo del agua
El flujo del agua varía según la temporada y el funcionamiento de las esclusas. Los canales y las acequias son de dominio estatal o privado. En ambos casos su mantenimiento corresponde a los vecinos. Existen en ese mismo lugar una serie de estanques, el más importante es el estanque de Clermont. Estos estanques son de distinta naturaleza:
- estanques naturales,
- «intailles» excavados por el hombre para extraer turba.

### Flora y fauna
Los hortillonnages'- son un espacio de gran riqueza ecológica.
El número de grandes árboles está limitado por la propia naturaleza del lugar. Allí se encuentran sauces, alisos y chopos.
Las aves son numerosas, y las hay tanto sedentarias como migratorias. Se pueden observar aves paseriformes (petirrojo, curruca zarzera, reyezuelo, chochín, ruiseñor, golondrina, pito real, herrerillo, mirlo, zorzal, camachuelo o jilgueros), becadas, agachadizas, ánades reales y frisos, garzas, somormujos, martines pescadores, fochas comunes, pollas de agua, chorlitos dorados y aves nocturnas (lechuzas, autillos europeos y avetoros) que anidan, se reproducen y se alimentan allí. 
Los insectos de pantano también están presentes, como los mosquitos y las libélulas.
Además, abundan los peces como las tencas, albures, anguilas y lucios.

### Navegación
Las «barques à cornet», barcas alargadas tradicionales, que utilizaban los horticultores antiguamente, están cada vez más en desuso. Actualmente, la visita de los jardines flotantes se realiza con barcas de motor eléctrico silencioso o a remo. Sin embargo, también se utilizan barcos con motor de gasolina.

## Papel económico del lugar
Además de sus funciones ecológicas y agrícolas, los hortillonnages representan el segundo centro turístico de Amiens, con 100.000 turistas por año.

### La producción hortícola

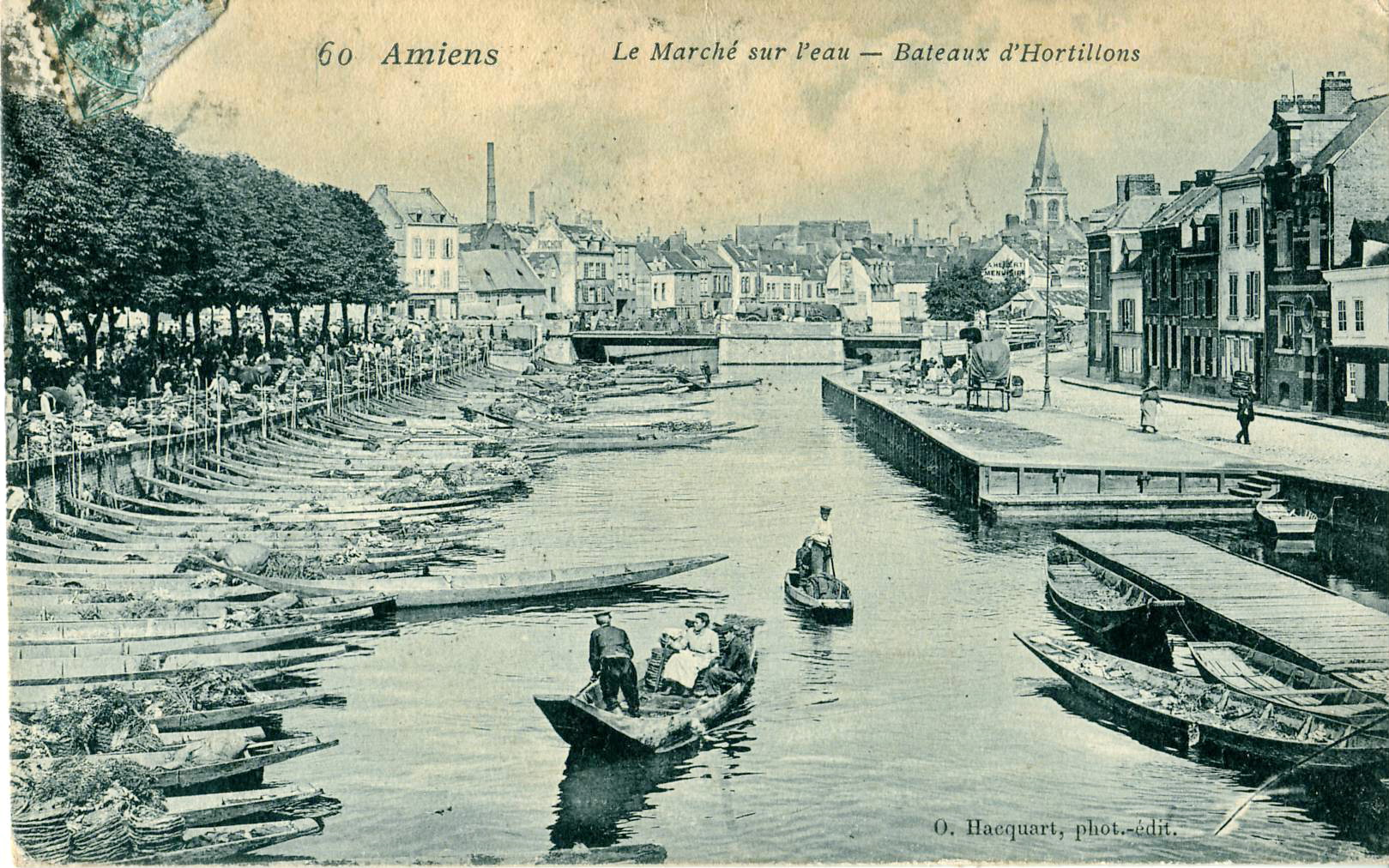
Los hortillonages tenían un papel muy importante a principios del para alimentar a la población de Amiens. El mercado sobre el agua existe aún en la Plaza Parmentier, pero ahora las hortalizas son traídas en camionetas.

Los hombres y mujeres que ejercen el cultivo de las hortalizas son llamados «hortillons». Se desplazan de área  (otro nombre dado a los islotes) en área sobre «barques à cornet», que son barcas de fondo plano cuyas extremidades alargadas facilitan el atraque. Llevan siendo utilizadas desde hace siglos por los horticultores para realizar sus desplazamientos. 
De las 950 personas que trabajaban de horticultores en 1906, hoy en día solo queda una decena de explotaciones en funcionamiento.
Amiens Métropole quiere preservar este patrimonio natural, agrícola, ecológico y turístico. Con ayuda de la SAFER, la comunidad urbana ha adquirido 25 hectáreas de estos jardines flotantes que alquila a horticultores.
Antes de la mitad del siglo XX, los «hortillons» vendían regularmente sus hortalizas frescas en los «marchés sur l'eau» o mercados flotantes. Hoy en día solo se celebra bajo su forma tradicional una vez al año, por lo general durante la «Fête de l'eau», el Festival del Agua, en junio en el Barrio de Saint-Leu. Sin embargo, se pueden obtener los productos de los horticultores en el mercado que tiene lugar cada sábado por la mañana en la Plaza Parmentier en Amiens.

### Visita de loshortillonages

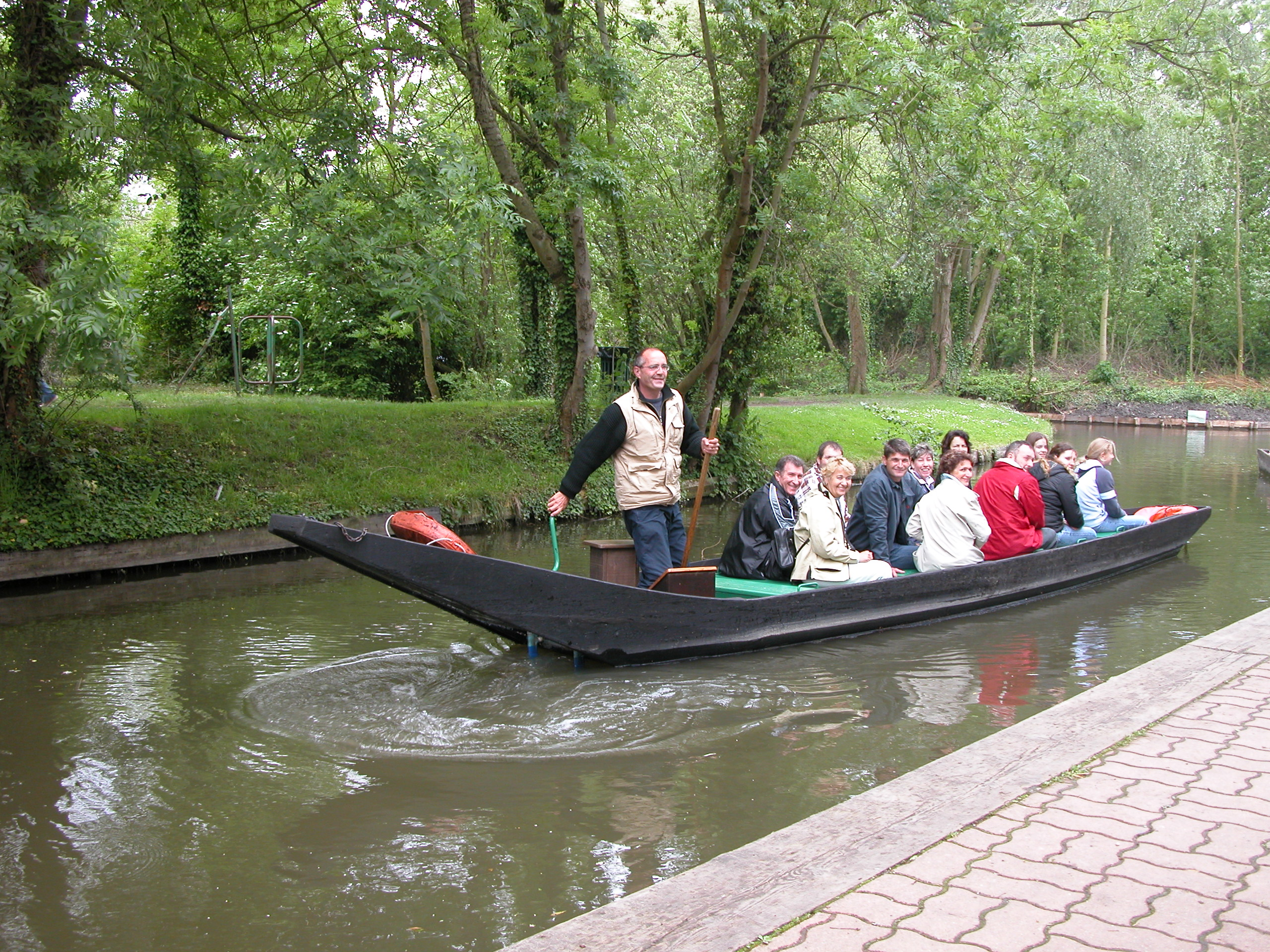
Visita a los hortillonages de Amiens en «barque à cornet».

Desde 2011 se pueden descubrir los jardines flotantes desde el interior visitando el «jardin des Vertueux» o jardín de los Virtuosos. Este espacio natural de 27.000 m² permite cruzar por distintas parcelas del corazón del lugar.
Se pueden visitar los hortillonages en «barques à cornet» de motor eléctrico, que deslizan a los visitantes silenciosamente sobre el agua durante aproximadamente 45 minutos, en kayak o paseando por algunos caminos de sirga.
La asociación para la conservación del lugar y del entorno de los hortillonages organiza cada año del 1 de abril al 31 octubre, la visita del lugar.
Los hortillonnages acogen a 100.000 turistas al año, de los cuales un 30% son extranjeros (ingleses, alemanes, belgas, holandeses, entre otros).

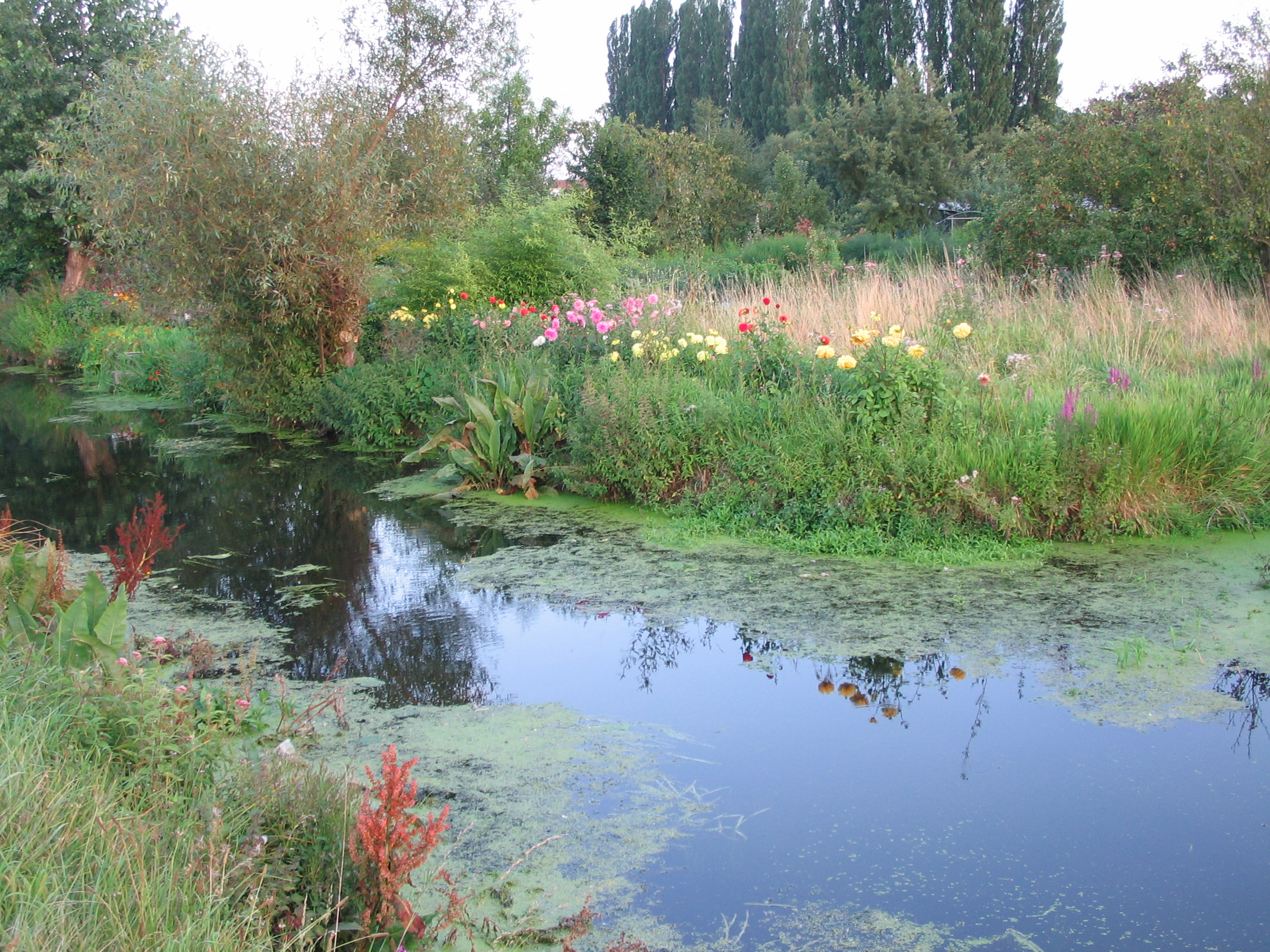
Paisajes silvestres a las afueras de la ciudad.
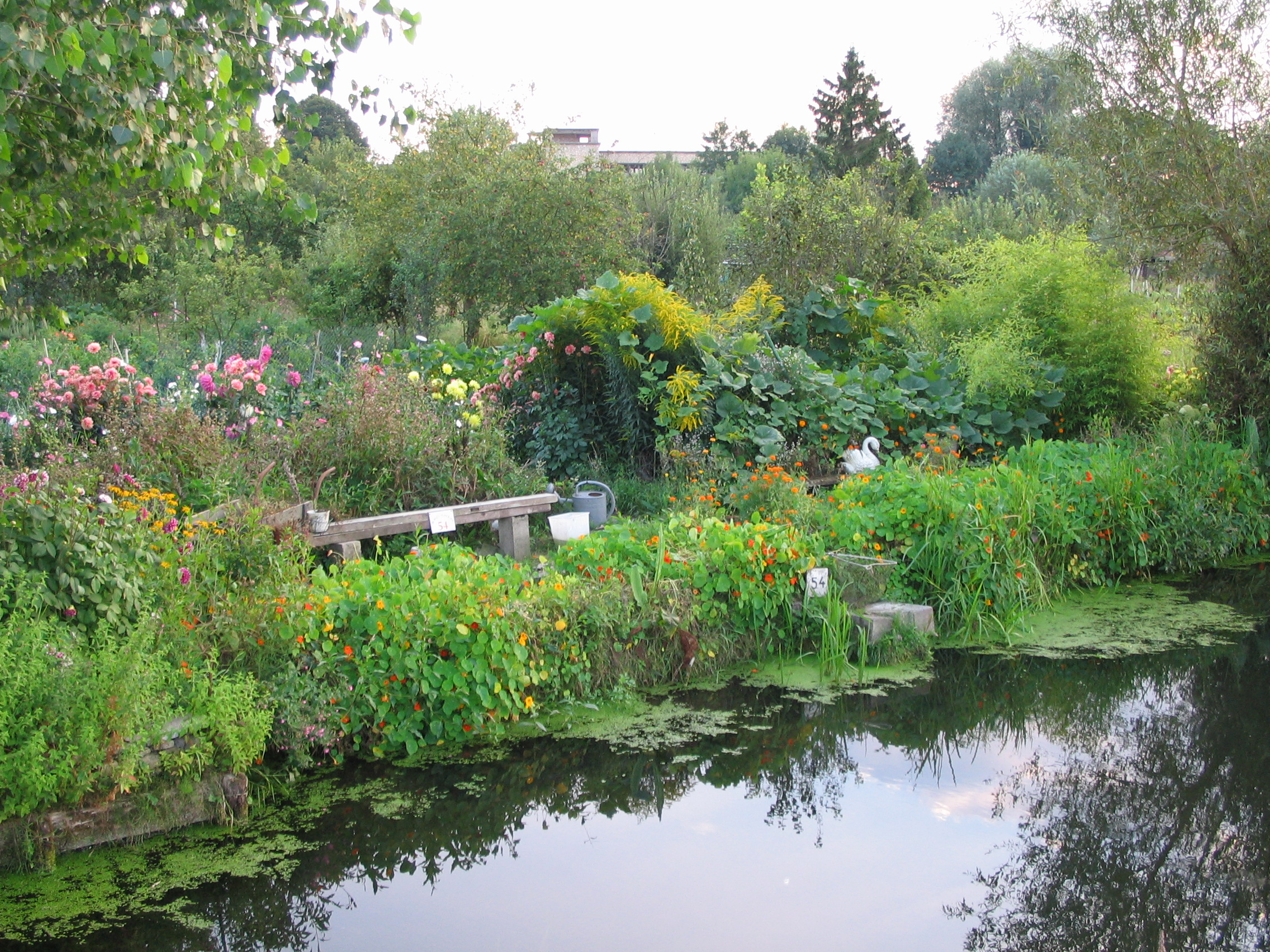
Festival de colores.
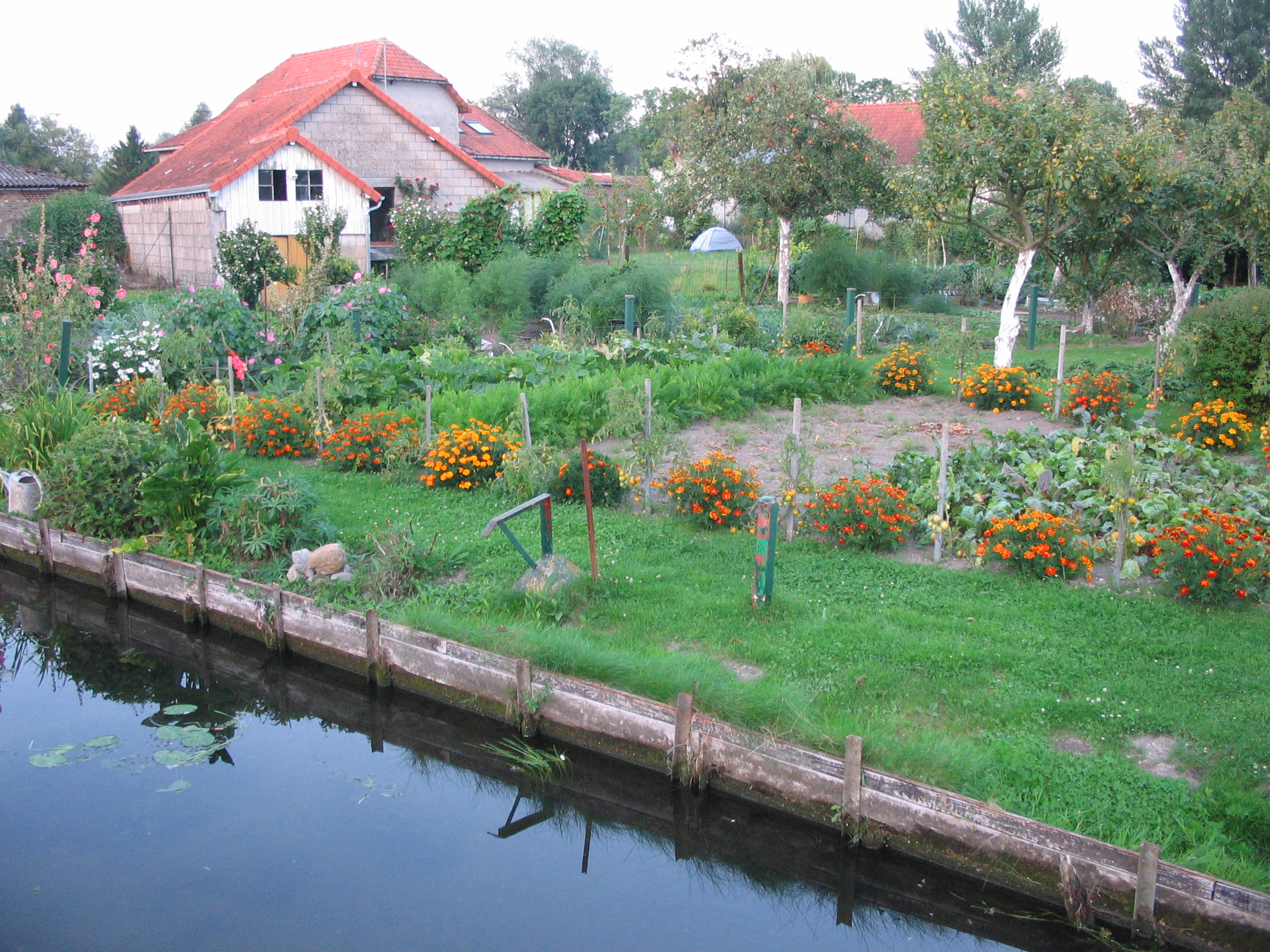
Riberas y construcciones sobre los islotes.
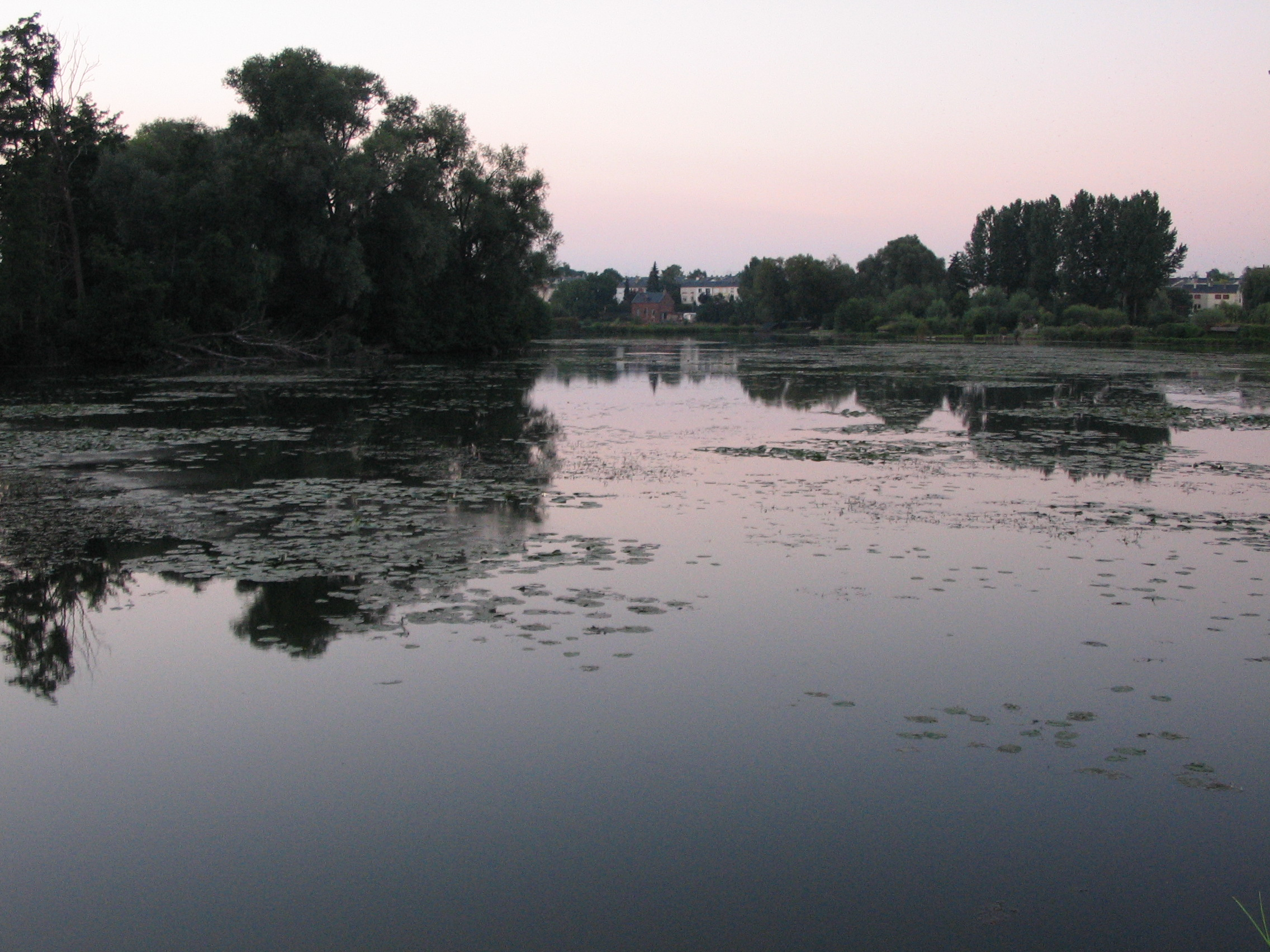
Atardecer de verano.